# Lithobates okaloosae
Lithobates okaloosae е вид земноводно от семейство Водни жаби (Ranidae). Видът е световно застрашен, със статут Уязвим.